# Cellule chromaffine

Formule de l'adrénaline.

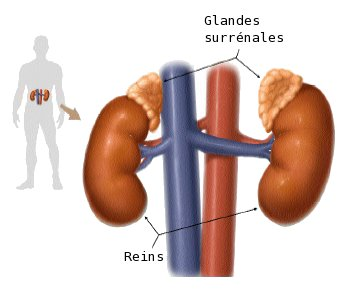
Glandes surrénales.

Les cellules chromaffines (qui doivent leur nom au fait qu'elles prennent une coloration brune en présence de sels de chrome par suite de la polymérisation des catécholamines qu'elles contiennent) sont de petites cellules présentes dans les glandes médullosurrénales et dans les paraganglions du système nerveux sympathique. Elles dérivent de la crête neurale embryonnaire et font partie du système neuroendocrine.
Les cellules chromaffines de la médullosurrénale sont innervées par le nerf splanchnique. Des axones font synapses sur ces cellules (le neurotransmetteur est l'acétylcholine) et déclenchent la sécrétion d'adrénaline (90 %), de noradrénaline (10 %) et d'enképhaline qui seront déversées dans le sang.
Elles répondent à des stimuli de stress comme la douleur, les températures extrêmes, l'hypoxie, l'hypotension, etc. Ce relargage de catécholamines agit sur les récepteurs adrénergiques périphériques avec des effets inotropes et chronotropes sur le cœur, une redistribution du débit sanguin selon les organes et les muscles concernés et permet la libération d'énergie à travers l'activation de la glycolyse et de la lipolyse.
Le phéochromocytome est une tumeur des cellules chromaffines, généralement bénigne. Il se caractérise par une grave hypertension artérielle.